# Феринихинг
Фери́нихинг, устар.Веренигинг, Ференигинг (африк. Vereeniging, fəˈriənəχəŋ) — административный центр района Седибенг провинции Гаутенг (ЮАР). Название в переводе означает «союз, объединение».
Город был основан в 1892 году на северном берегу реки Вааль. Первоначальный рост города был вызван разработкой находящихся неподалёку угольных шахт.
Во время Второй англо-бурской войны англичане устроили возле города большой концентрационный лагерь. В 1902 году в Феринихинге прошли переговоры, положившие конец войне.

## Экономика
Феринихинг является одним из основных промышленных центров ЮАР.

## Интересные факты
- Популярная шутка утверждает, что в Феринихинге — наибольшее количество торговцев автомобилями на квадратный метр в ЮАР.
- Фредерик де Клерк впервые был избран членом парламента именно от Феринихинга
- Завершивший Вторую англо-бурскую войну Феринихингский мир на самом деле был подписан в здании Мелроуз-хаус в Претории
- Местная легенда утверждает, что Махатма Ганди некоторое время содержался в местной городской тюрьме